# Reid Blackburn
Reid Turner Blackburn, né le 11 août 1952 et mort le 18 mai 1980, est un photographe américain tué dans l'éruption du mont Saint Helens en 1980.
Blackburn est un photojournaliste qui a couvert l'éruption pour un journal local, The Columbian basé à Vancouver dans l'État de Washington, ainsi que le magazine National Geographic et l’United States Geological Survey.

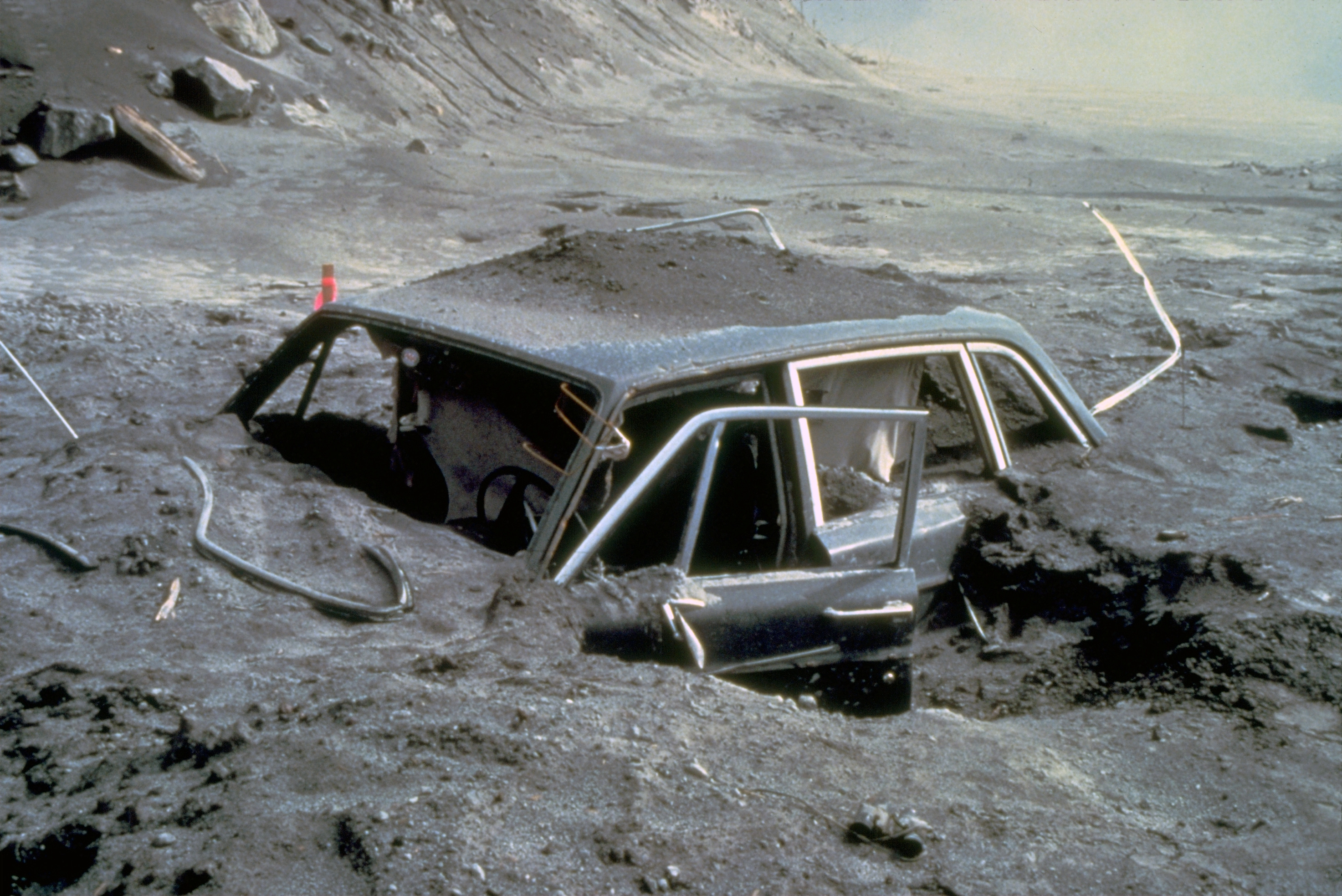
Voiture de Blackburn après l'éruption.

La voiture de Blackburn et son corps ont été trouvés quatre jours après l'éruption, entourée de cendres jusqu'aux fenêtres avec son corps à l'intérieur. Les vitres avaient été brisées et des cendres remplissaient l'intérieur du véhicule. Son appareil photographique, enseveli sous les décombres de l'éruption, a été retrouvé environ une semaine plus tard.